# Rotvajler
Rotvajler je německé psí plemeno molossoidního typu. Jeho historie sahá až do dob starověkého Říma, kde bylo využíváno jako válečné plemeno. Své jméno ale získalo až mnohem později díky městu Rottweil na jihozápadě Německa, kde bylo hojně využíváno jako tzv. řeznické plemeno (německy Metzgerhund), tedy k nahánění skotu na trh.
Tito psi jsou houževnatí a dobře cvičitelní. Chovají se především jako společenští a hlídací psi, využívají je ale i policejní složky a armáda.

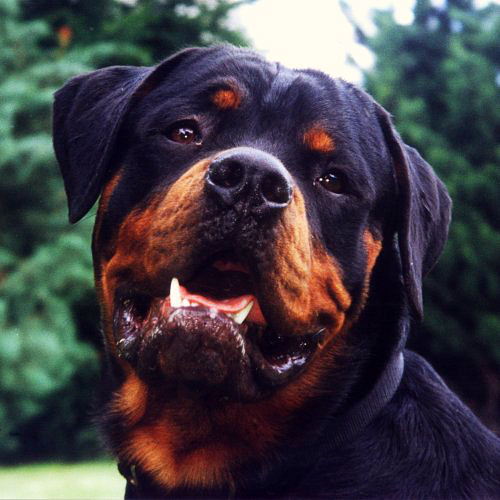
Hlava Rotvajlera

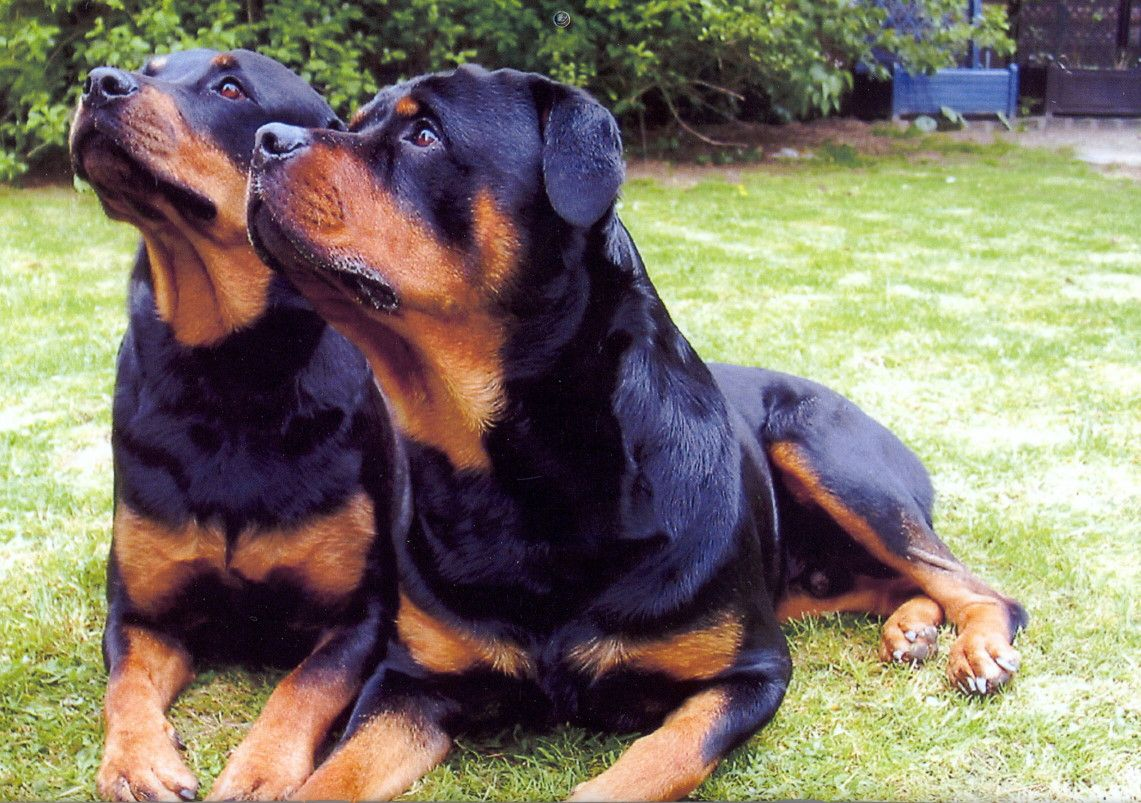
rodina rotvajlerů

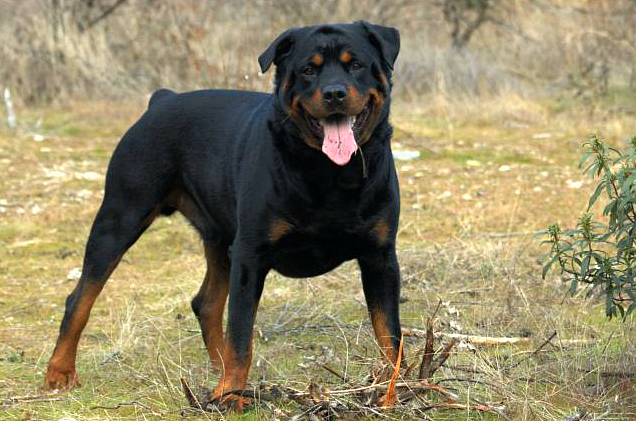
Rotvajler je silný, svalnatý a rychlý pes

## Historie
Přestože je ve standardu plemene dle FCI uvedeno, že bylo vyšlechtěno v Německu okolo roku 1820, ve skutečnosti toto plemeno existovalo již mnohem dříve na území dnešní Itálie — v římské říši. Za římské říše byl využíván jako arénový pes a pes pro boj na otevřeném poli s nepřáteli, postupně toto plemeno ale vymizelo.[zdroj?]
O mnoho let později se v Německu vytvořilo podobné plemeno, ale využívané k jiným účelům; nejdříve jako lovec škodné, později pro tahání vozíků s nákladem. Rotvajlerům se říkalo a stále říká „řezničtí psi“, právě kvůli tomu, že v Německu je většinou vlastnili řezníci. Rotvajleři jim pomáhali hnát dobytek na trh a rozváželi maso. V USA bylo plemeno uznáno v roce 1935, ve Spojeném království se objevilo o rok později, tedy roku 1936.
Oficiální používaná zkratka je RTW.

## Povaha
Rotvajler je výborný hlídací pes, ale dnes si ho lidé pořizují i jako skvělého rodinného společníka, pro jeho silnou povahu a vyrovnanost. Patří mezi klidná a inteligentní plemena s velkou mírou možné socializace a tolerance vůči okolí. Rotvajleři i přes zažitý názor nejsou zlí a „drsní“ psi, protože pes se stane zlým a drsným pouze v případě, že není svým pánem dobře veden. Rotvajler je vlídný, přátelský a miluje děti, ale většinou pouze děti svojí rodiny, je velmi oddaný, poslušný a rád pracuje. Jeho zjev prozrazuje rozhodnost, chování je sebejisté, nebojácné a pes je pevných nervů. Na své okolí reaguje s velikou pozorností.
Dokáže velmi dobře vycítit nebezpečí a své lidi chránit za každou cenu, je například běžné, že pokud jste s rotvajlerem na procházce a někoho potkáte, postaví se mezi vás a tohoto člověka. Snaží se vás tímto způsobem chránit pro případ, že by se na vás pokusil někdo zaútočit; v tom případě si můžete být jisti, že vám váš rotvajler pomůže. Neznamená to však, že by byl k cizím nepřátelský; pokud je dobře vychovaný, nechá se od cizích lidí klidně i pohladit, ovšem jen ve vaší přítomnosti a s vaším „souhlasem“.

## Využití
Rotvajlera je možno vycvičit i jako obranářského psa, přesto (nebo právě proto) však zůstává velmi klidným a na své lidi si nikdy nedovolí. Dnes se ale většinou využívá spíše jako společník do rodiny.

### Pro koho se hodí
Rotvajlera by si měli pořídit jen lidé, kteří jsou schopni s ním chodit často ven a zvládnout ho a kteří na něj mají dost času. Pokud rotvajlera nezvládnete, může být nebezpečný a to při jeho tělesné stavbě může být opravdu zlé.

## Péče
Rotvajler má přiléhavou a středně dlouhou srst, která dobře izoluje proti vodě, ne však proti zimě. Srst rotvajlera je skoro bezúdržbová, líná dvakrát do roka, v této době je potřeba ji vyčesávat častěji, ale jinak ne. Pokud je pes špinavý, je nutné ho umýt pod vodou, ale častým mytím šamponem se vyhněte.
Rotvajler se sice může zdát těžkopádný a nemotorný, ale má rád veškerý pohyb. Umí se i přizpůsobit vašemu stylu života, takže nutně nepotřebuje zbytečně dlouhé procházky každý den. Rotvajler má rád pohyb ale mnoho jedinců nemá rádo vodu ani koupání, proto raději zvolte pohyb na souši.
Výcvik i výchova jsou nutností, bez nich by se mohl pes stát velice agresivním a dominantním. Potřebuje výcvik a hlavně socializaci již od štěněte, nejlépe však bez přílišného bití. Výcvik by měl vést člověk, který umí se psy zacházet nebo má alespoň teoretickou představu o tom, jak psí mozek při plnění povelů funguje.